# El Higueral (Málaga)
El Higueral es un barrio situado entre los distritos de Carretera de Cádiz y Churriana de la ciudad andaluza de Málaga, España. Según la delimitación oficial del ayuntamiento, limita al norte con el recinto ferial Cortijo de Torres; al este, con el barrio Nuevo San Andrés 2, del que lo separa la Ronda Oeste; al sur, con los polígonos industriales de Santa Bárbara y Haza de la Cruz; y al oeste, con el polígono industrial Guadalhorce.

## Transporte
En autobús queda conectado mediante las siguientes líneas de la EMT: 
| Línea | Trayecto                                        | Recorrido | Frecuencia    |
| ----- | ----------------------------------------------- | --------- | ------------- |
| 1     | Parque del Sur - Avda. Europa (San Andrés)      | Recorrido | 8-9 minutos   |
| 27    | Avenida M. A. Heredia - Polígono I. Guadalhorce | Recorrido | 70-80 minutos |